# Dragosava
Dragosava (cyr. Драгосава) – wieś w Czarnogórze, w gminie Berane. W 2011 roku liczyła 123 mieszkańców.